# Waterschip

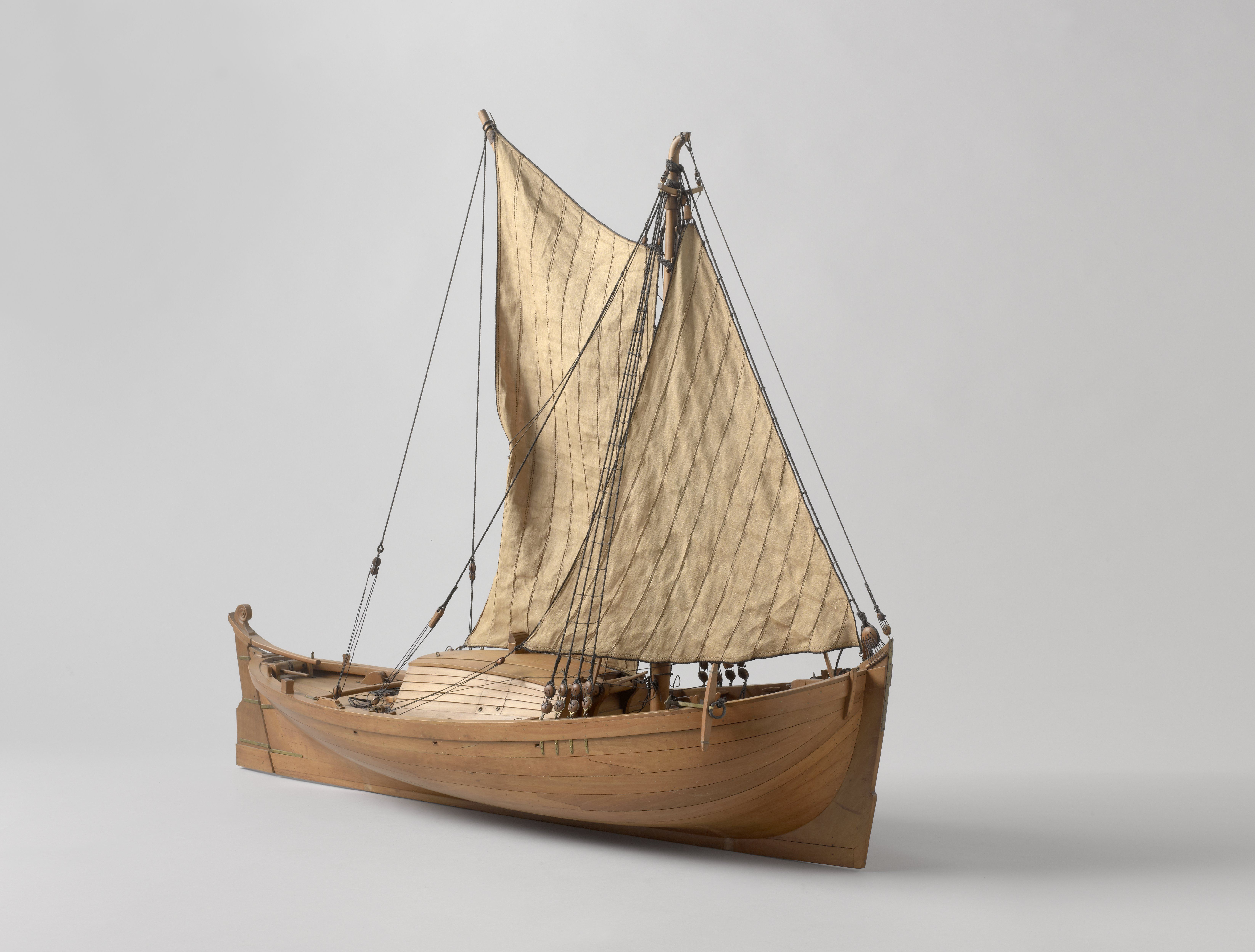
Een waterschip zoals ze er eeuwenlang uit hebben gezien.

Een waterschip is een  historisch scheepstype van de Zuiderzee met een bun of kaar, voor het levend houden van vis, getuigd met een sprietzeil en een fok, gebruikt om vis over te brengen van vissers op zee naar de wal en ook als sleepboot om grotere schepen over ondieptes te slepen.
Andere schepen met deze naam werden gebruikt om zoet of zout water voor industrie te vervoeren of om water en voedsel naar vissers op zee te vervoeren, zie hiervoor het Zeeuws Waterschip.

## Etymologie

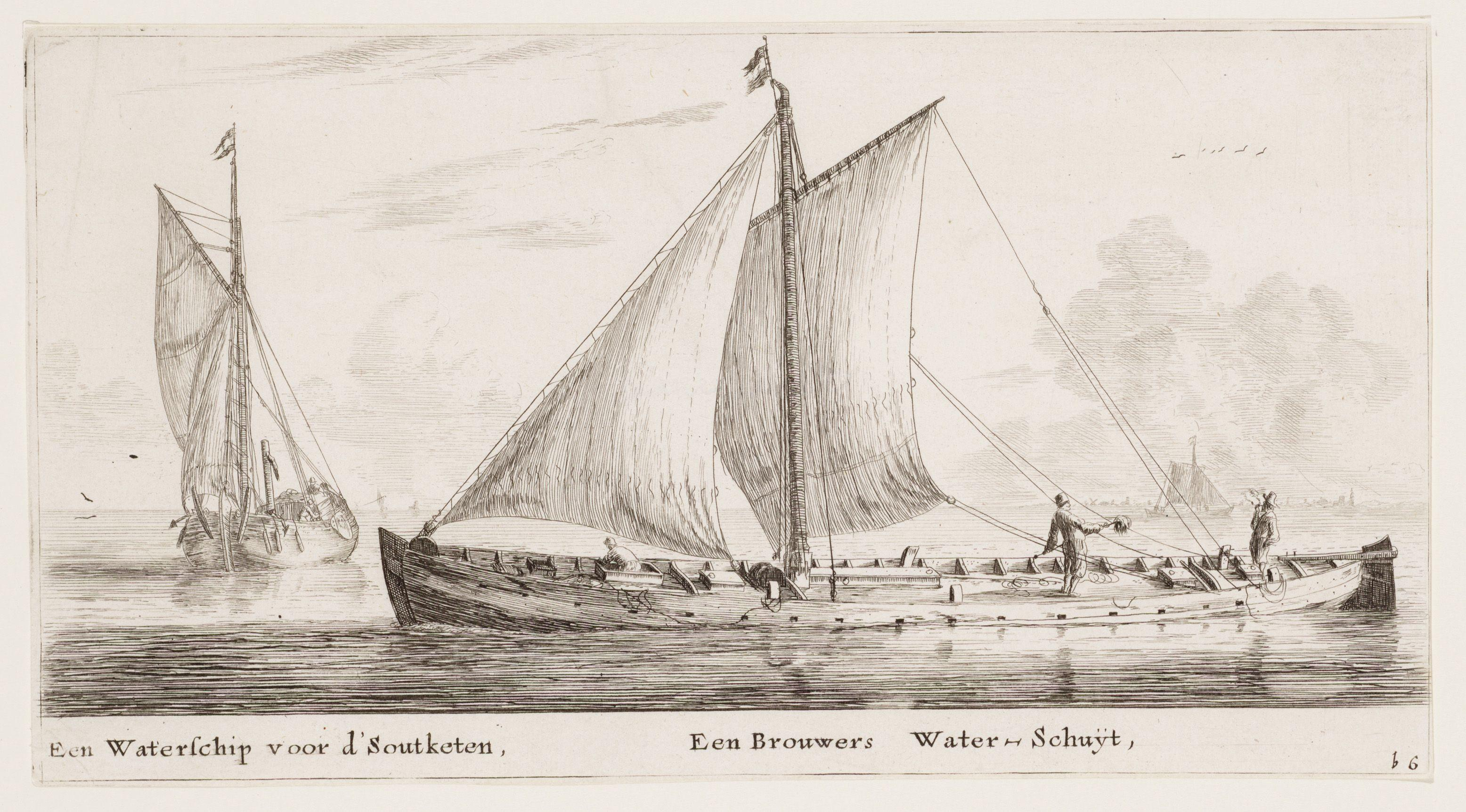
Een waterschip om zout water te halen en een voor zoet water om bier te brouwen.

Waterschip is een naam voor verschillende schepen. De naam wordt in dit geval waarschijnlijk gebruikt om aan te geven dat er een kaar of bun in het schip zit. Dat is een waterdicht compartiment in het schip wat in verbinding staat, door kleine gaatjes, met het water buiten het schip. Er staat dus water in dit compartiment. Hierin wordt vis levend gehouden en dus vers.

## Kenmerken

#### Rompvorm

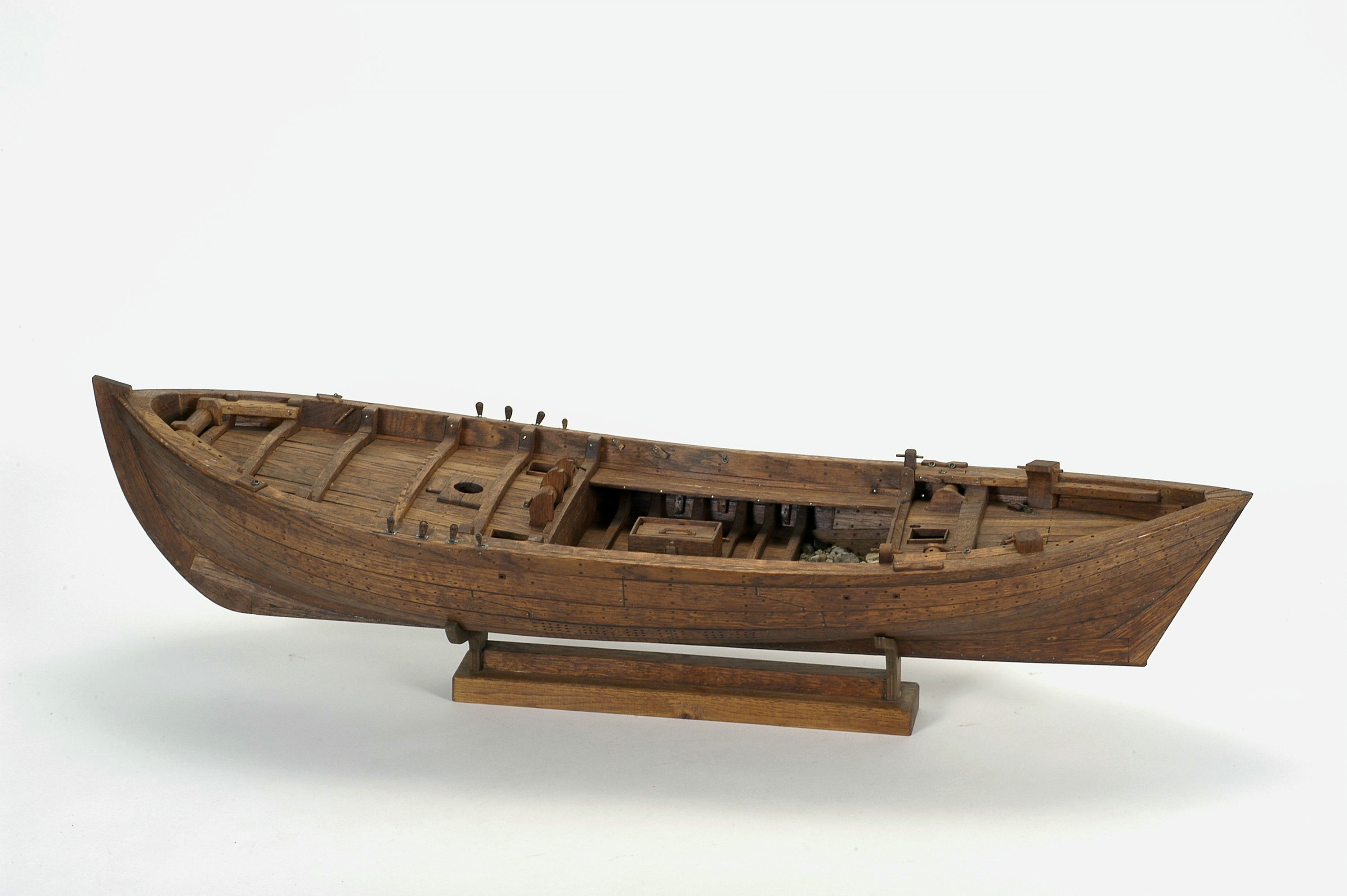
Een waterschip met kromme steven en zonder loefbijter. De roef is hier weggehaald, zodat de bovenkant van de bun gezien kan worden.

De afmetingen van het schip in 1614 bedroegen ongeveer: lengte: 16,80m, breedte: 5,18m en holte: 2,38m. Boeg, boeisels, kiel. De boeg heeft een kenmerkende grote stevenbalk, die vaak recht, maar ook wel licht gebogen is. Deze staat vrij steil omhoog en creëert daardoor de mogelijkheid voor een grote voorscheg, die niet altijd voorkomt. Het schip heeft een lange kiel waardoor zwaarden niet nodig zijn. Het achterschip is gepiekt. Het schip is in de latere voorbeelden (vanaf de 17e eeuw) karveel gebouwd, maar er zijn vroege vondsten die overnaads zijn gebouwd ( Het schip is gebouwd op een zware manier, wat het sleepwerk mogelijk zou maken. Kenmerkend is verder de mooie zeeg en het ontbreken van naar binnen vallende boeisels. De kop van het schip is hoger dan de achtersteven, om het werken met netten aan de achtersteven makkelijker te maken. Er is achter de mast een grote, overnaads gebouwde roef aanwezig.

#### Tuigage
Het schip voerde een fok en een grootzeil in de vorm van een sprietzeil. De fok werd ondersteund door het zogenoemde gordijn. Dit is een set touwen van de voorstag naar het want, parallel aan het dek lopend, waartegen de grote fok kon steunen. Een voorbeeld van zo’n gordijn is te zien op de gevelsteen op het huis aan de Kalkmarkt 13 in Amsterdam. De fok is een botterfok, dat wil zeggen, de schoothoek komt voorbij de mast. Er kon ook een breefok gezet worden. Een breefok is een dwarsgetuigd zeil, wat hoger is dan breed en op voor de windse koersen wordt gebruikt.

#### Gebruik

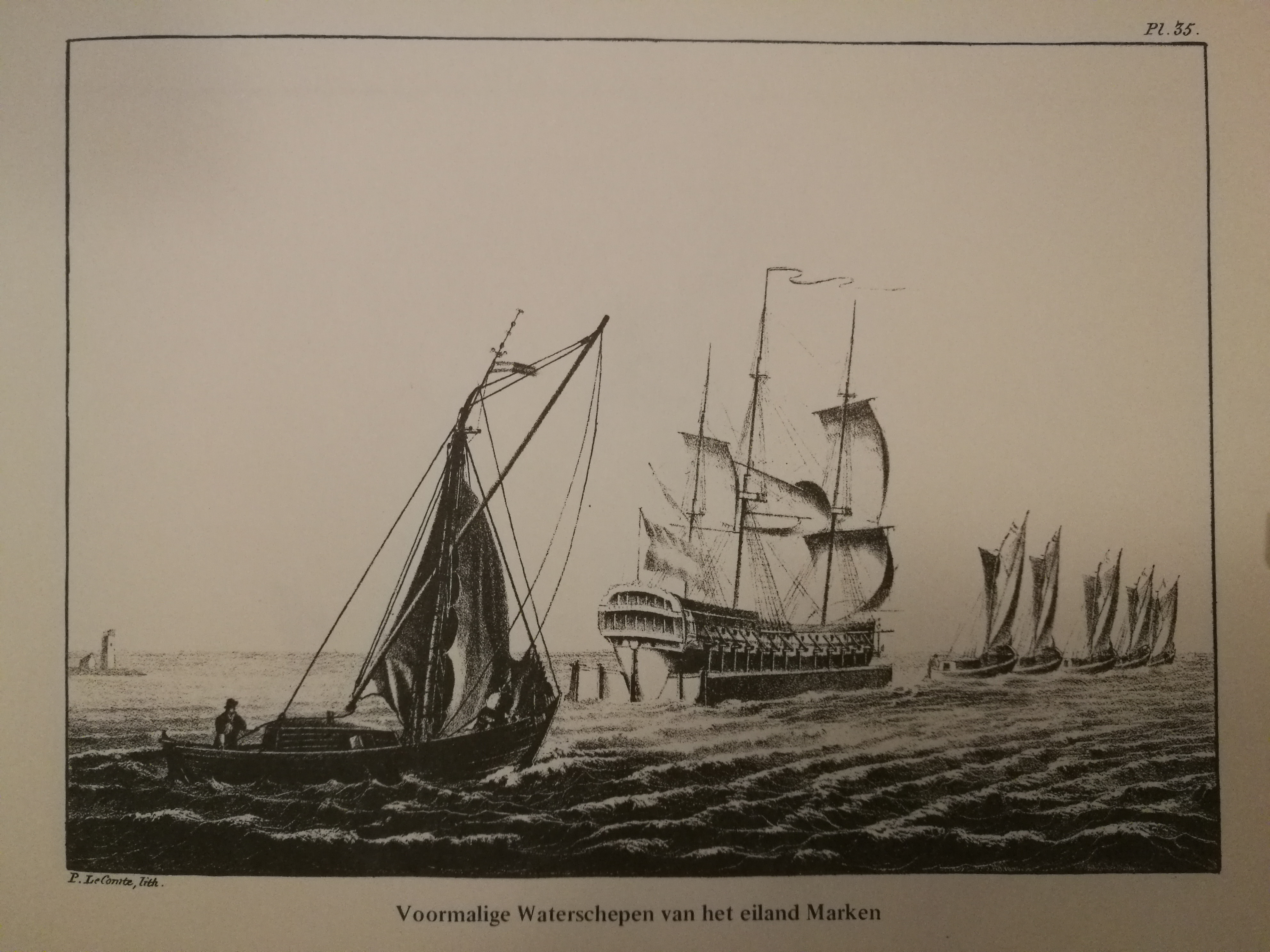
Waterschepen slepen een schip in een scheepskameel. Een waterschip met gekaaide spriet op de voorgrond.

Het waterschip werd vooral gebouwd aan de westkant van de Zuiderzee, in Hoorn, Muiden en Edam. Het werd gebruikt vanuit Enkhuizen, Hoorn, Zaandam, Spaarndam, Uitdam, Amsterdam en Marken. Het werd als vissersschip gebruikt met sleepnetten, maar werkte ook als opkoper van vis op zee van andere vissers. Die vis werd in de bun levend naar de wal gebracht. In de 14e eeuw was het zelfs verboden voor vissers om een schip met een bun of kaar te hebben.
Een andere functie, die mogelijk werd gemaakt door de stevige bouw en grote massa van het schip was die van sleepboot. De waterschepen werden gebruikt om schepen over ondieptes te slepen, door de modder. Ook werden ze ingezet om schepen in scheepskamelen over Pampus, de ondiepte voor het IJ voor Amsterdam, te slepen. Door de aanleg van het Noord-Hollands kanaal, dat gereedkwam in 1824, waren de scheepskamelen niet meer nodig. De waterschepen, die toen alleen nog als sleepboot werden gebruikt, waren ook niet meer nodig. Het laatste waterschip werd gesloopt in 1827.
Ook zijn de schepen ingezet als oorlogsschip, bewapend met 2 tot 4 kanonnen, in de 80-jarige oorlog, zoals mooi te zien is op het schilderij van de slag op het Haarlemmermeer, maar ook nog als verdediging voor het IJ in de Franse tijd (1794 tot 1814).

## Archeologische vondsten
Van waterschepen zijn enkele wrakken opgegraven. Dit zijn onder andere de wrakken W10, Mz 22, Zn 42 en Westerveld 2.

## Replica’s
In Lelystad, op de Bataviawerf (Batavialand) wordt een replica van een waterschip gebouwd.